# Dracula
Cet article concerne le roman de Bram Stoker. Pour le personnage de fiction, voir Comte Dracula. Pour les autres significations, voir Dracula (homonymie).
Dracula est un roman épistolaire de l'écrivain irlandais Bram Stoker publié en 1897. C'est l'une des œuvres les plus célèbres de la littérature britannique et nombre de ses protagonistes sont entrés dans la culture populaire en tant que versions archétypales de leurs personnages, par exemple, le comte Dracula pour le vampire par excellence et Abraham Van Helsing pour le chasseur de vampires emblématique. Aujourd'hui dans le domaine public, il a été adapté au cinéma plus de 30 fois et ses personnages ont fait de nombreuses apparitions dans pratiquement tous les médias.
Récit raconté à travers des lettres, des journaux intimes et des articles de journaux, il narre l'histoire du clerc de notaire Jonathan Harker envoyé par son employeur dans la région inhospitalière et reculée de Transylvanie pour conclure une affaire immobilière avec le comte Dracula. Retenu prisonnier dans son château vide de domestiques, il est témoin de phénomènes étranges et surnaturels qui le convainquent que le comte serait une créature démoniaque. Celui-ci prévoit de livrer Jonathan Harker à trois femmes (en) vampires une fois parti pour l'Angleterre. Le jeune homme s'évade alors par la façade abrupte du château. Pendant ce temps, Dracula voyage jusqu'à Whitby en Angleterre à bord du navire Demeter dont il élimine progressivement l'équipage durant le trajet. Il attaque alors Lucy Westenra, meilleure amie de Mina Murray, fiancée de Jonathan Harker, profitant du somnambulisme de celle-ci pour l'attirer dans un cimetière. Appelé à son chevet, le médecin Abraham Van Helsing réalise peu à peu qu'elle est victime d'un vampire. 
La complexité du personnage de Dracula renouvelée par des thèmes modernes chers à la psychanalyse comme l'association d'Éros et de Thanatos — du désir de la vie éternelle — ou le questionnement des limites (entre la bête et l'homme, entre la vie et la mort ou entre le Bien et le Mal…) en feront un mythe moderne que le cinéma contribuera à amplifier par le biais d'adaptations. 
Certaines péripéties ou caractéristiques diffèrent cependant : le Dracula de Bram Stoker n'a d'intérêt amoureux ni dans le passé ni dans le présent. Il peut aussi sortir le jour mais perd alors ses facultés surnaturelles.

## Présentation du roman de Bram Stoker

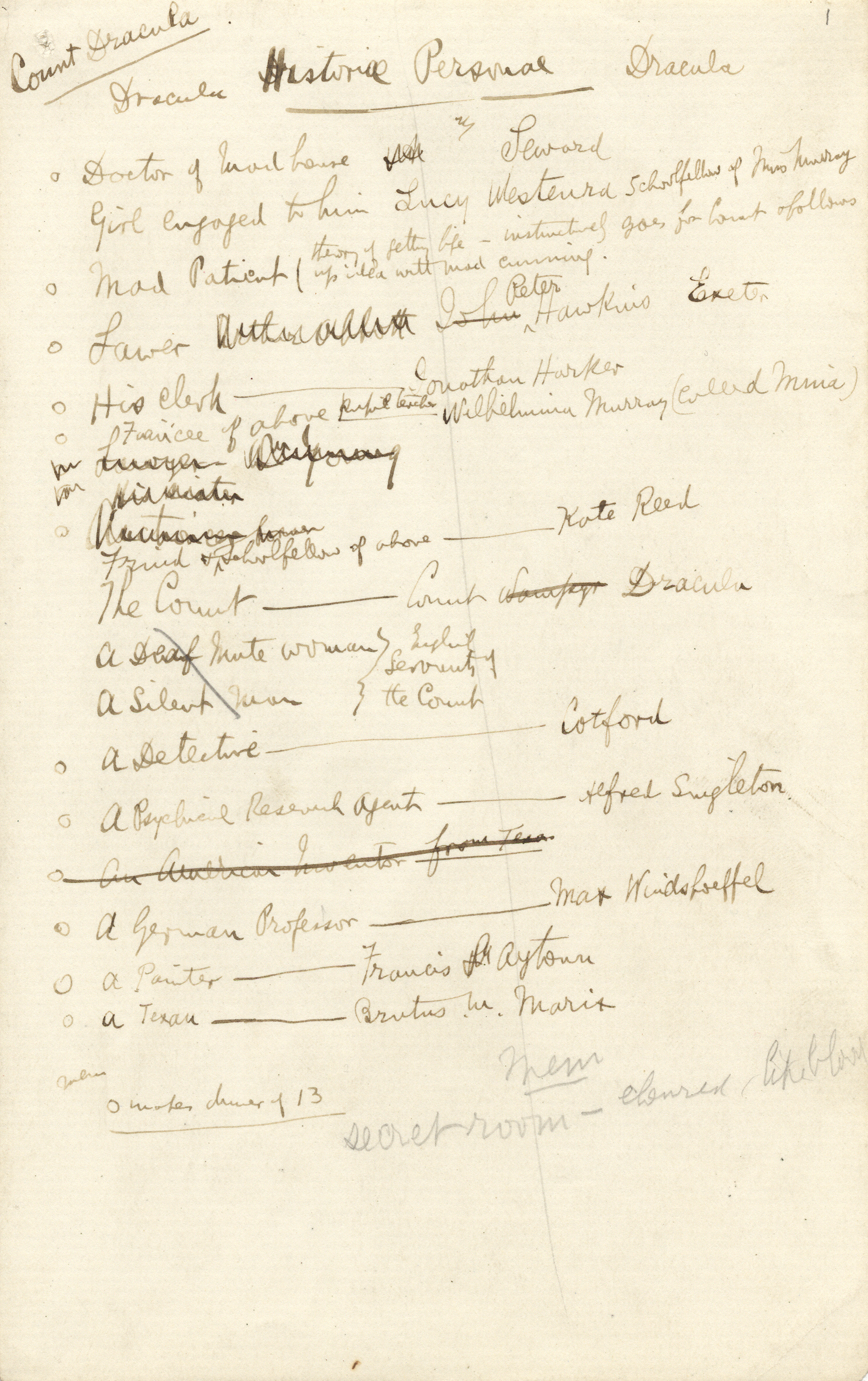
Notes manuscrites de Bram Stoker sur les personnages du roman.

### Personnages principaux
- Comte Dracula : Vampire rusé, dissimulant sa véritable nature, vivant dans un château de Transylvanie. Il achète une maison à Londres et souhaite faire affaire avec Jonathan Harker.
- Jonathan Harker : Jeune clerc de notaire travaillant pour le compte de M. Hawkins. Il est fiancé à Mina Murray. Il se rend en Transylvanie auprès du comte Dracula pour affaires. Là, il vit un cauchemar d'enfermement, mais retrouve sa liberté. Dracula aura commis l'erreur de la lui laisser retrouver.
- Arthur « Art » Holmwood lord Godalming : Fiancé de Lucy et ami de John Seward et de Quincey P. Morris. Homme hardi et intègre. Brisé par le destin de Lucy qu'il  « sauvera »  de la malédiction mais pas de la mort, il n'en aura que plus d'ardeur à la perte de Dracula.
- Quincey P. Morris : Un Texan, ami d’Arthur Holmwood, amoureux éconduit de Lucy. Fraternel et vaillant, il ne survivra pas au combat final.
- Wilhelmina « Mina » Murray : jeune institutrice fiancée, puis mariée, à Jonathan Harker. Noble cœur, âme forte, victime du maléfice duquel la mort du comte la libérera. Elle assistera ses compagnons de guerre jusqu'au bout.
- R. M. Renfield : déséquilibré mental, cependant doué d'une surprenante logique et analyse, est soigné par le Dr John Seward dans son hôpital psychiatrique. Adorateur et victime du comte.
- Docteur John « Jack » Seward : médecin psychologue qui dirige un hôpital psychiatrique. Autre amoureux déçu de Lucy, il restera à son chevet tout au long de sa maladie, luttera de tout cœur et science avec ses compagnons.
- Docteur Abraham Van Helsing : docteur néerlandais, professeur et ami de John Seward. Il vient au chevet de Lucy sur la demande de ce dernier. Enflammé, hargneux, voué jusqu'à la mort à sa lutte contre le mal, il orientera ses émules après les avoir éveillés au drame en cours.
- Lucy Westenra : Amie de Mina Murray, elle se fiance avec Arthur Holmwood après avoir rejeté les demandes en mariage du docteur John Seward et de Quincey P. Morris. Victime du comte, elle devient vampire, enlève des enfants qu'elle n'a pas le temps de tuer. Ses anciens compagnons lui rendent la liberté, notamment lorsque son fiancé, Arthur, lui enfonce un pieu dans le cœur tandis qu'elle gît dans son cercueil.

### Le roman
Dracula n'est pas le premier roman fantastique à exploiter le thème du vampire. Il marque pourtant une étape cruciale dans la littérature fantastique et en particulier celle abordant le thème des vampires ; le succès du livre et la popularité du personnage l'attestent encore aujourd'hui. Plus que le sens du récit et la maîtrise du suspense de Stoker, c'est la personnalité de son personnage principal qui fonde le mythe. Le comte Dracula, au-delà de la créature d'épouvante aux pouvoirs surnaturels, est avant tout un être humain damné, un non-mort, et c'est cette dimension complexe qui assure son charme.
En effet, Dracula est un monstre mais est aussi un réprouvé, un rejeté de Dieu, une personne à craindre mais aussi à plaindre. Mina Harker exhorte ses compagnons à éprouver à son endroit non de la haine mais de la pitié, ce qui n'exclut évidemment pas de la détermination pour s'en débarrasser. 

« Mais ce n'est pas une œuvre de haine. Le pauvre être qui a causé toute cette souffrance est le plus malheureux de tous. Songez quelle sera sa joie à lui aussi quand, son double malfaisant étant détruit, la meilleure part de lui-même survivra, son âme immortelle. Vous devez avoir pitié de lui aussi, sans que cela empêche vos mains de le faire disparaître de ce monde. »

— Bram Stoker, Dracula, chapitre 23
Le récit se joue donc entre l'Angleterre et la Transylvanie au XIXe siècle, notamment dans un château retiré des Carpates. Se fondant sur des récits mythologiques, Bram Stoker crée le personnage du comte Dracula, un vampire aristocratique à la fois monstrueux et raffiné. La première partie du livre, qui se déroule dans le château du comte, est magistralement teintée d'une atmosphère étrange et sinistre.
Le récit est épistolaire et composé de fragments des journaux intimes et lettres des protagonistes, ainsi que d'articles de journaux. Des passages ont été retranscrits alors que ce sont des passages enregistrés au phonographe. C'est donc un récit écrit à la première personne mais qui épouse plusieurs points de vue — excepté celui du comte.

### Résumé

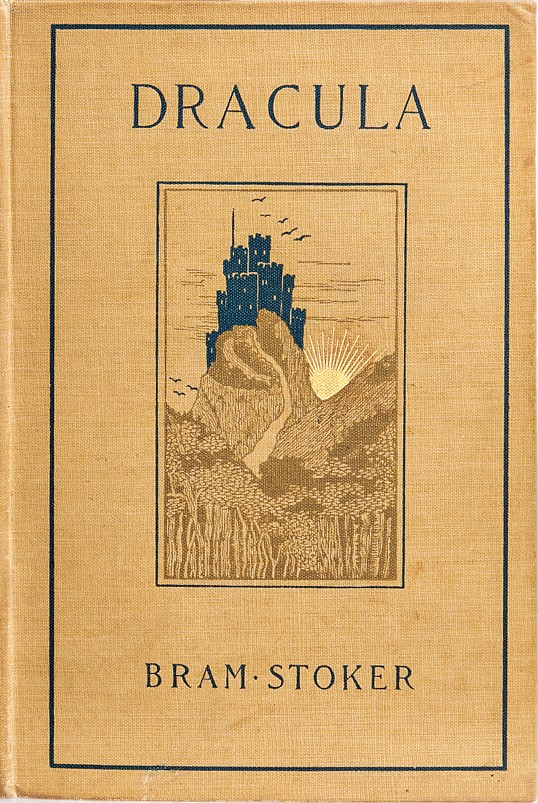
Le château de Dracula. Illustration de couverture pour la première édition américaine (New York City, Doubleday and McClure, 1899).

Jonathan Harker, en voyage d'affaires en Europe de l'Est, décrit son périple à travers l'une des régions les plus isolées de l'Europe. Jeune clerc de notaire, il part à la rencontre d’un noble de Transylvanie, le comte Dracula, avec qui il doit engager une transaction immobilière. Au vieil hôtel de Bistritz où il séjourne avant la dernière étape du voyage, une lettre de Dracula l'attend. Jonathan se repose avant de partir, le lendemain, pour le col de Borgo (col de Tihuța), où l'attendra la voiture du comte.
Le propriétaire de l'hôtel et son épouse essaient de dissuader Jonathan de se rendre au château de Dracula, l'avertissant que le lendemain est le jour de Saint-Georges et qu'à la veille, à minuit, le Mal est à son apogée. Quand il insiste sur son devoir, l'épouse de l'aubergiste lui offre son crucifix, que ce dernier refuse dans un premier temps, y voyant de l'idolâtrie, avant de l'accepter. Sur le trajet de la diligence, ses compagnons de voyage, en apprenant où il va, le traitent avec une sorte de sympathie préoccupée, lui donnant des cadeaux et le protégeant avec des charmes.
Le cocher parvient au col de Borgo avec une heure d'avance, il essaye alors de convaincre Jonathan que le cocher de Dracula pourrait ne pas venir ce soir et qu'il devrait poursuivre avec le reste des voyageurs jusqu'en Bucovine. À ce moment, un cocher au regard effrayant arrive sur une diligence tirée par quatre chevaux noirs et embarque Jonathan. À plusieurs reprises des loups suivent la voiture, le trajet se termine sur l'apparition du château de Dracula.

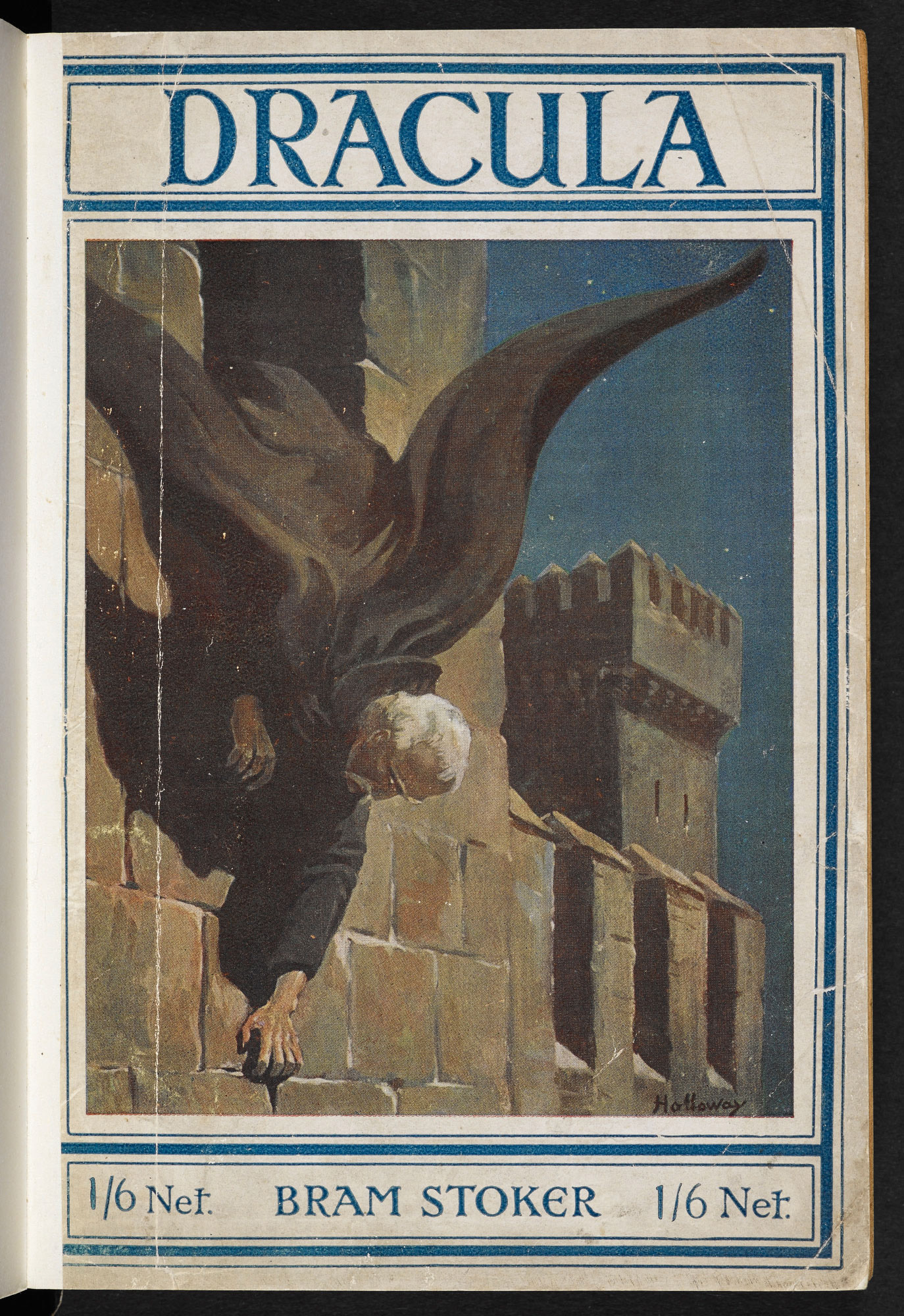
Le comte Dracula rampant à la manière d'un lézard le long du mur de son château. Illustration de couverture de Holloway pour une édition britannique du roman de Bram Stoker (Londres, William Rider & Fils, 1919).

Jonathan est déposé au grand Château de Dracula, où il est accueilli par le Comte lui-même. Le comte est « un grand vieillard, rasé de près, si l'on excepte sa longue moustache blanche, et vêtu de noir des pieds à la tête […] mains aussi froides que de la glace, elles ressemblaient davantage aux mains d'un mort qu'à celles d'un vivant. […] elles étaient grossières : larges, avec des doigts courts et gros. […] le milieu des paumes était couvert de poils. Toutefois, les ongles étaient longs et fins, taillés en pointes ». Dracula montre sa chambre à Jonathan avant de le conduire à une salle à manger où l'attend un excellent dîner, auquel le Comte ne touche pas. Les deux hommes sont toujours éveillés à la venue de l'aube, quand Dracula prend congé.
Jonathan dort jusqu'à très tard dans la journée, se réveillant en début de soirée pour prendre son petit déjeuner. Dracula est absent, mais une note dit à Jonathan d'attendre le retour du Comte. La demeure n'a aucun domestique, bien que les meubles et le service de table montrent que le Comte est riche. Il n'y a aussi aucun miroir nulle part. Jonathan erre dans une énorme bibliothèque, où il trouve beaucoup de livres. Le comte le trouve là et l'assaille de questions relatives à l'Angleterre. Le comte planifie d'acheter un grand domaine anglais appelé Carfax. C'est une gigantesque demeure, semblable au château, construite de lourdes pierres sur un grand terrain.
Jonathan se retire dans sa chambre, dort seulement quelques heures. Il utilise son propre petit miroir afin de se raser, sans entendre Dracula s'approcher derrière lui. Surpris par la présence du comte, Jonathan se coupe avec son rasoir puis constate que le miroir ne reflète pas l'image de son hôte. En voyant le sang couler de la coupure, le comte surexcité saisit brusquement Jonathan à la gorge mais se ressaisit sur-le-champ lorsque sa main touche les perles du crucifix du jeune Anglais. Dracula avertit alors le jeune homme qu'il est dangereux de se couper avant de jeter le miroir par la fenêtre.
Jonathan erre autour du château et il apprend qu'il est construit sur le « rebord même d'un précipice impressionnant ». Sur le côté sud, l'à-pic est d'au moins mille pieds. Continuant à errer, Jonathan se rend compte que toutes les sorties du château ont été verrouillées et qu'il en est prisonnier. Quand il se rend compte qu'il est pris au piège, il est enfin en mesure de réaliser le danger qui pèse sur lui. Il décide de ne rien dire au comte, qui en est manifestement responsable. Ses soupçons quant à l'absence de tout domestique sont confirmés et Jonathan se demande si le cocher n'était pas aussi le comte Dracula déguisé. Plus tard, le comte dit à Jonathan qu'il devrait rester au château pendant un mois de plus pour l'aider à s'occuper de ses intérêts. Jonathan se rend compte qu'il doit se soumettre. Non seulement est-il prisonnier, mais il estime toujours qu'il en va de l'intérêt de son employeur, Peter Hawkins. Cette nuit-là, en regardant en bas du vaste espace ouvert sur le côté sud du château, Jonathan voit le comte ramper le long du mur, la tête en bas.
Une nuit plus tard, il observe que le comte quitte le château par cette voie. Il profite de l'occasion pour explorer l'endroit. Il découvre une aile du château vaste et inexplorée, tombant en ruine. Ne tenant pas compte de l'avertissement du comte, il s'y endort et rêve de trois belles femmes (en) qui entrent dans la chambre et discutent de qui va « l'embrasser » la première. Jonathan est simultanément rempli de crainte et de désir et ne bouge pas, mais continue à observer les femmes, les yeux mi-clos. L'une d'elles se penche sur lui et commence à le mordre au cou, quand le comte apparaît tout à coup et les repousse. Il déclare que Harker lui appartient mais leur promet aussi qu'elles pourront l'avoir une fois qu'il en aura terminé avec lui ; puis il leur donne un petit sac qui gémit comme si un enfant était à l'intérieur. Horrifié, Jonathan perd connaissance.
Jonathan se réveille dans son lit, sans pourtant se rappeler d’être rentré dans sa chambre et comprend bien que sa rencontre avec les trois femmes n’était pas un rêve. Les jours qui suivent, le comte demande à Jonathan d’écrire trois lettres datées : la première indiquant que son travail auprès du comte Dracula est bientôt terminé et qu’il va pouvoir repartir, la deuxième qu’il partira le lendemain, et la dernière annonçant qu’il avait quitté le château. Suspectant un mauvais coup, Jonathan écrit d’autres lettres, à l’intention de Mina, sa fiancée et d’Hawkins afin de les confier en secret à des Tziganes qui campent dans la cour du château pour qu’ils puissent les poster pour lui. Seulement, ces derniers remettent les lettres au comte qui les brûle. Une nuit, Jonathan, guette la sortie de Dracula, dans le but de fouiller à nouveau les lieux. Il aperçoit le comte quittant sa demeure, mais vêtu de ses propres affaires de voyages, sûrement pour se faire voir en ville afin que l’on puisse croire que le clerc a la possibilité de sortir du château. Plus tard, se rendant compte qu’il est enfermé dans sa chambre la nuit, Jonathan profite du jour pour escalader à son tour les murs du château afin de chercher dans les appartements du comte les clés de sa propre chambre ou de la porte d’entrée. Bredouille, Jonathan continue néanmoins de fouiller cette aile du château, finissant par trouver le comte, allongé, yeux ouverts, mais endormi dans un cercueil rempli de terre. Pris de peur, Jonathan retourne dans sa chambre. Dans les jours qui suivent, Dracula annonce à Jonathan qu’il peut partir le lendemain. Toutefois, le matin venu, la porte d’entrée reste fermée. Prenant son courage à deux mains, Jonathan revient trouver le comte en dormance dans son cercueil afin de lui prendre la clé de la porte. Horrifié devant l’aspect du comte qui a visiblement rajeuni, et pris de colère face à celui qui l’a séquestré, Jonathan tente de frapper le comte avec une pelle, heurtant le front du monstre. Déboussolé, Jonathan se cache, mais reste coincé dans une pièce pendant que les Tziganes emportent le corps du comte, toujours dans son cercueil. Secoué par un dernier espoir, il  décide de ne pas abandonner et de trouver le moyen de sortir.

#### L'Invité de Dracula

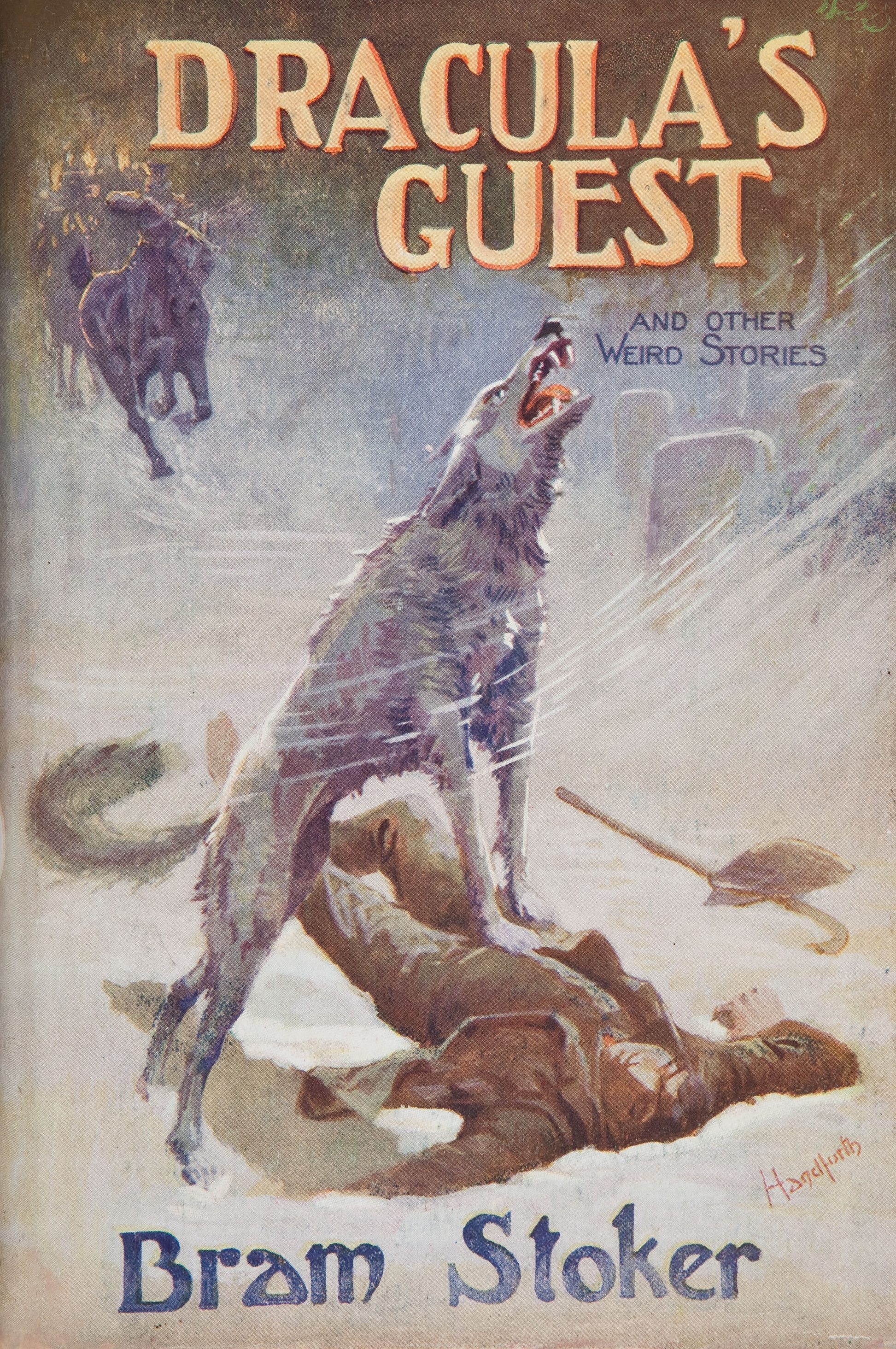
Illustration de couverture pour L'Invité de Dracula et autres histoires étranges, recueil de nouvelles de Bram Stoker (Londres, George Routledge and Sons, 1914).

Ce texte (Dracula's Guest), non repris dans l'édition originale, n'a été publié avec le reste du roman qu'en 1914, après la mort de Bram Stoker. Il était censé constituer le premier chapitre du livre. Il raconte la première étape du voyage de Jonathan Harker vers la Transylvanie, à Munich et dans ses environs, lors de la nuit de Walpurgis. Il fait alors sa première rencontre avec le surnaturel.

### Sources de Bram Stoker

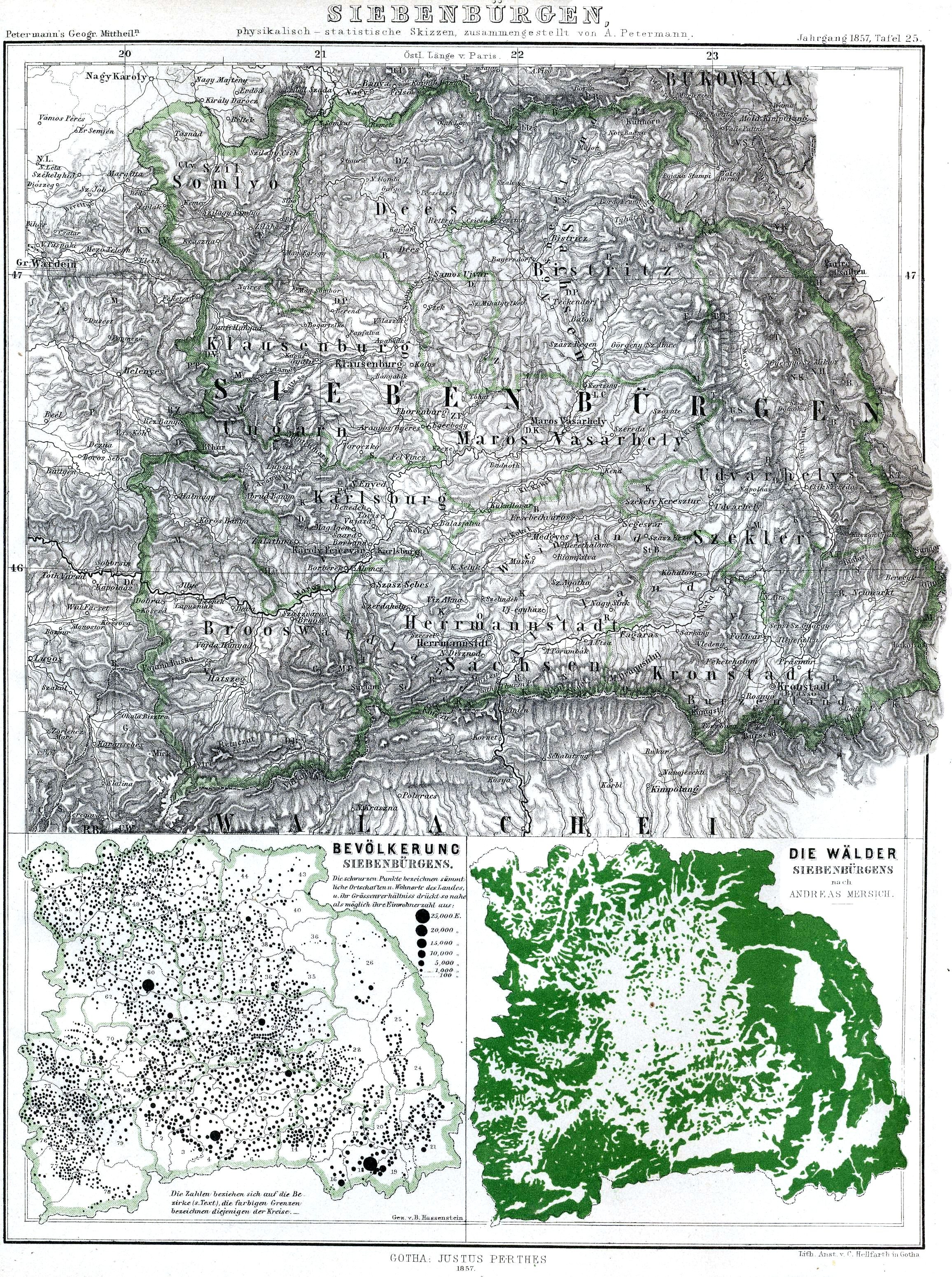
Carte autrichienne de la Transylvanie, contemporaine de Bram Stoker.

L'on ne connaît pas avec certitude les documents auxquels Bram Stoker a eu accès, mais le rapprochement des éléments du roman avec les ouvrages disponibles au moment de sa conception indique, selon Denis Buican, Neagu Djuvara et Marinella Lörinczi que l’auteur a pu puiser aux sources suivantes…
Tout d’abord le thème du vampire apparaît dès 1819 en Angleterre, en pleine mode du roman gothique : John William Polidori (The Vampire inspiré d’une idée originale de Lord Byron), Sheridan Le Fanu (Carmilla) mais aussi, en Allemagne, Karl Adolf von Wachsmann (L’Étranger des Carpathes en 1844, avec tous les ingrédients : château en Transylvanie, forêts sombres, personnage maudit, voyageurs effrayés…) et, en France, Charles Nodier (Histoires de vampire), Théophile Gautier (La Morte amoureuse), Paul Féval (qui fait de la goule la femelle du vampire dans La Vampire de 1856) et surtout, cinq ans avant Dracula, Jules Verne (Le Château des Carpathes), sans oublier le roman de Marie Nizet : Le Capitaine Vampire. De plus, Bram Stoker a commencé ses recherches pour son roman en pleine horreur médiatique suscitée par son contemporain Jack l'Éventreur, qui sévit à Londres en 1888.
Le nom du comte Dracula est calqué sur le surnom de deux voïvodes de Valachie du XVe siècle : Vlad Țepeș et son père Dracul, le « Dragon », ainsi appelé parce qu’il était membre de l’Ordre du Dragon ; Vlad Țepeș fut qualifié dans certains libelles, publiés par ses ennemis, de Draculea : le « Dragonneau ». Dracul ne fut d’ailleurs pas le surnom du seul Vlad, mais aussi celui d’un autre voïvode plus tardif : Mihail Ier Șuțu (1730 - 1803, règne de 1783 à 1795). La vie de ces voïvodes valaques est décrite par des sources hostiles comme Histoires de la Moldavie et de la Valachie de Johann Christian Engel, publié au début du XIXe siècle, qui les présente comme des tyrans sanguinaires, s’appuyant, gravures effrayantes à l’appui, sur les libelles de leurs ennemis. Bram Stoker a pu y avoir accès soit directement en librairie ou en bibliothèque, soit par les articles d’Ármin Vámbéry, professeur à l’université de Budapest que le Dr Abraham Van Helsing (personnage du roman) cite comme ami et source de renseignements sous le nom d’Arminius Vambery.
Stoker a pu aussi avoir en mains l’une des nombreuses nouvelles du XIXe siècle inspirées par la Tragica historia de László Turóczi, un jésuite de 1729, relatant les supposées frasques sanglantes de la comtesse Élisabeth Báthory (dans l’actuelle Slovaquie). Le romancier évoque aussi une princesse-vampire nommée Lénore, qui, selon un reportage de Klaus Steindl diffusé sur la chaîne franco-allemande Arte, a pu être inspirée par les rumeurs entourant Éléonore-Amélie de Lobkowicz. 
Puisqu’il place dans la bouche des paysans roumains des mots tels que « vrolok » et « vlkoslak », il semble que Stoker a lu les ouvrages d’Emily Gerard sur le folklore de Transylvanie, où elle décrit les « vrykolakas » (ou « vârcolac » : mort-vivant en roumain). Outre l’orthographe approximative, Bram Stoker répète une erreur d’Emily Gerard : Nosferatu, écrivent-ils, signifierait « vampire » ou « non mort » en roumain. Or, dans cette langue, vampire se dit vampir et non-mort : strigoi (qui a la même étymologie que « stryge »). Quant à Nosferatu, dont la forme roumaine est nesuferitu (littéralement « l’insupportable »), il désigne « l’innommable », le démon. D'ailleurs, sur les cartes disponibles à l’époque, Stoker a cherché les noms des lieux où Vlad Țepeș et ses contemporains ont fait campagne, et comme la Transylvanie était austro-hongroise à la fin du XIXe siècle, dans le roman, les noms de lieux sont donnés dans leur forme allemande : cela a peut-être contribué au succès que le personnage de Dracula et son avatar Nosferatu connurent en milieu germanophone.
Enfin, Stoker place dans la bouche de Van Helsing des références aux théories criminologiques de son époque, notamment celles de Max Nordau sur la « dégénérescence sociale » et celles de Cesare Lombroso qui considère le criminel comme un être infantile. Dans le roman, il est également question d’hypnose, de transfusion sanguine et d’une découverte zoologique qui avait fasciné un public friand d’animaux exotiques : l’existence, en Amérique du Sud, d’une famille de chauves-souris hématophages, aussitôt baptisées « vampires ».

## Thèmes notables
- Si vous ne connaissez pas le sujet, laissez ce bandeau (vous pouvez alors contacter les auteurs).
- Si vous supprimez le contenu mis en cause (vous pouvez préalablement contacter les auteurs),

argumentez précisément cette suppression dans la page de discussion
(un manque de référence n'est pas un argument ; une recherche réelle de référence doit avoir été effectuée, être formellement documentée).
L'intrigue de Dracula se déroule dans l'univers contemporain de Bram Stoker. Ce point est largement ignoré de la plupart des adaptations postérieures du roman, qui continuent de situer l'intrigue au XIXe siècle, occultant ainsi cet aspect sémantique majeur.

### Dracula et la science

#### Deux figures du scientifique
Dracula oppose le comte vampire et son adversaire, Abraham Van Helsing, sur de nombreux points, dont celui de l'utilisation de la science : au portrait du connaisseur qui n'appréhende le savoir que comme un moyen de servir ses propres intérêts s'oppose celui du chercheur qui met son savoir au service de l'humanité et qui reste ouvert à toutes les hypothèses, probables ou non.
Dracula, quand il était mortel, était en effet un savant, comme le rappelle Van Helsing : « il était de son vivant un homme remarquable, guerrier, homme d'État, alchimiste ; et l'alchimie représentait alors le plus haut degré de la science. Il avait une puissante intelligence, une culture sans égal. » Après sa mort physique, le comte a gardé ce goût du savoir. L'importance accordée à la description de sa bibliothèque, qui apparaît comme une pièce importante du château du comte, atteste ce goût, au demeurant pour des domaines diversifiés : « histoire, géographie, politique, économie, botanique, géologie, droit. » Mais cette soif de connaissance, qui concerne en premier lieu l'Angleterre, est consacrée à des fins maléfiques : il s'agit pour le comte d'approfondir ses connaissances dans le but de dominer, et ce, au profit d'un seul être : lui-même.
Van Helsing est lui aussi un grand scientifique ; son ancien élève, le docteur Seward, parle de lui en ces termes : « C'est en même temps un philosophe et un métaphysicien – réellement un des plus grands savants de notre époque. » Contrairement au comte, il met sa connaissance au profit des autres, « pour le bien de l'humanité. » Il transmet ainsi son savoir, puisqu'il l'enseigne ; plus largement, son désir de venir à bout du comte-vampire est mû par la volonté de sauver le monde. Outre cette générosité, il est doté d'une grande ouverture d'esprit puisqu'il reste ouvert à toutes les branches du savoir, dont celles qui ne connaissent pas encore de vérification scientifique – et dont le vampirisme fait partie.

#### Les références scientifiques
L'intelligence de Dracula est surtout empirique, peu inventive et répétitive. Il tire certes les leçons de ses erreurs et perfectionne son modus operandi, ce qui ne laisse pas d'effrayer Van Helsing qui insiste sur le fait qu'il faut se débarrasser du monstre avant qu'il ne devienne réellement invulnérable (son intelligence progresse car, au moment de l'action du livre, il vit pour la première fois dans une ville peuplée, en l'occurrence Londres, riche et complexe au niveau des interactions humaines). Mais, en même temps, son action s'inscrit toujours dans un même scénario, ce qui rend son action prévisible à ceux qui savent vraiment réfléchir. Quand il échoue (que ce soit contre les Turcs au xve siècle dans l'Empire ottoman, ou contre Van Helsing à Londres), il se replie vers son château pour, de là, préparer une riposte. C'est ce qui permettra à Van Helsing et ses compagnons de le supprimer.

Paradoxalement, la puissance explicative de la science est remise en cause par le professeur Van Helsing lui-même : 

« C'est bien là le défaut de la science: elle voudrait tout expliquer; et quand il lui est impossible d'expliquer, elle déclare qu'il n'y a rien à expliquer,. »

### Le temps
Selon Bérénice Bonhomme, on entrevoit une construction cyclique du roman qui se répète qui interroge deux grands thèmes : la temporalité et l’intemporalité du vampire, notamment dans les représentations cinématographiques.

### Le thème de la folie
Ce thème, repris dans de nombreuses adaptations postérieures, est central dans le roman de Stoker. L'un des personnages, le docteur Seward, est en effet le directeur d'un asile psychiatrique, en l'occurrence celui qui jouxte la demeure que Dracula a achetée en Angleterre, Carfax. Le mystère de la folie s'ajoute au mystère inhérent à la littérature fantastique et l'amplifie : l'un des patients de l'hôpital, Renfield, est également aux ordres du prince des ténèbres. Mais davantage que le spectacle de la folie, c'est la frontière entre la folie et la raison qui est ici mise en avant : Renfield a, ainsi, des éclairs de lucidité qui le placent au-dessus des autres personnages qui, eux, ne perçoivent pas le danger contre lequel le fou les met en garde. Par ailleurs, après sa mésaventure dans le château du comte, Jonathan Harker a le sentiment de basculer dans la folie ; seule la révélation de l'existence réelle des vampires le guérira de sa crainte.
L'exploitation de ce thème s'inscrit dans une perspective moderniste puisque le roman de Bram Stoker est contemporain des premières études de Sigmund Freud.

## Héritage littéraire et postérité

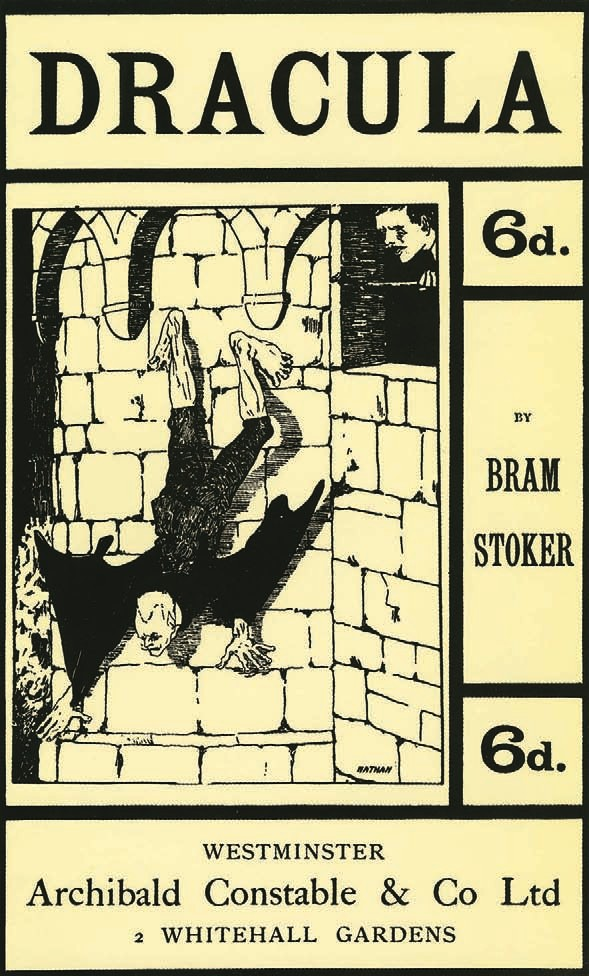
Couverture de Dracula, édition anglaise de 1901.
Jonathan Harker aperçoit le comte ramper le long du mur du château.

Après le succès du roman de Stoker, le personnage de Dracula devint l'un des plus vigoureux mythes modernes, donnant naissance à une riche littérature fantastique autour du thème des vampires. Dans un article intitulé Les Avatars de Dracula dans la littérature contemporaine, Jean Marigny retrace l'histoire de cette littérature qui s'est développée depuis la seconde moitié du XXe siècle et qui a su épouser des genres littéraires fort diversifiés et parfois inattendus : fantastique, bien entendu, mais également érotique, historique, policier, science-fiction, parodie, et même jeunesse. La qualité de ces écrits est extrêmement variable. Certaines œuvres prêtent néanmoins au célèbre vampire une complexité intéressante, et révèlent le conflit qu'il incarne entre Éros et Thanatos, construisant un personnage tourmenté, damné.
Gérard Lopez en fait l'archétype du pervers qui réifie sa proie au niveau interpersonnel, familial, amoureux ou social dans son ouvrage Le Vampirisme au quotidien (2001).

### Suite et préquel
En 2009, paraît une suite Dracula l'Immortel, écrite par l’arrière-petit-neveu de Bram Stoker, Dacre Stoker, et un ami passionné Ian Holt. C'est la seule œuvre littéraire écrite après la mort de Bram Stoker qui soit soutenue par la famille de l'auteur.
Fin 2018 est publié le préquel Dracula, les origines, écrit par Dacre Stoker et J.D. Barker, racontant les origines de Dracula et s'inspirant de la vie de Bram Stoker.

### LeDraculade Bram Stoker, la Roumanie et l'Europe de l'Est

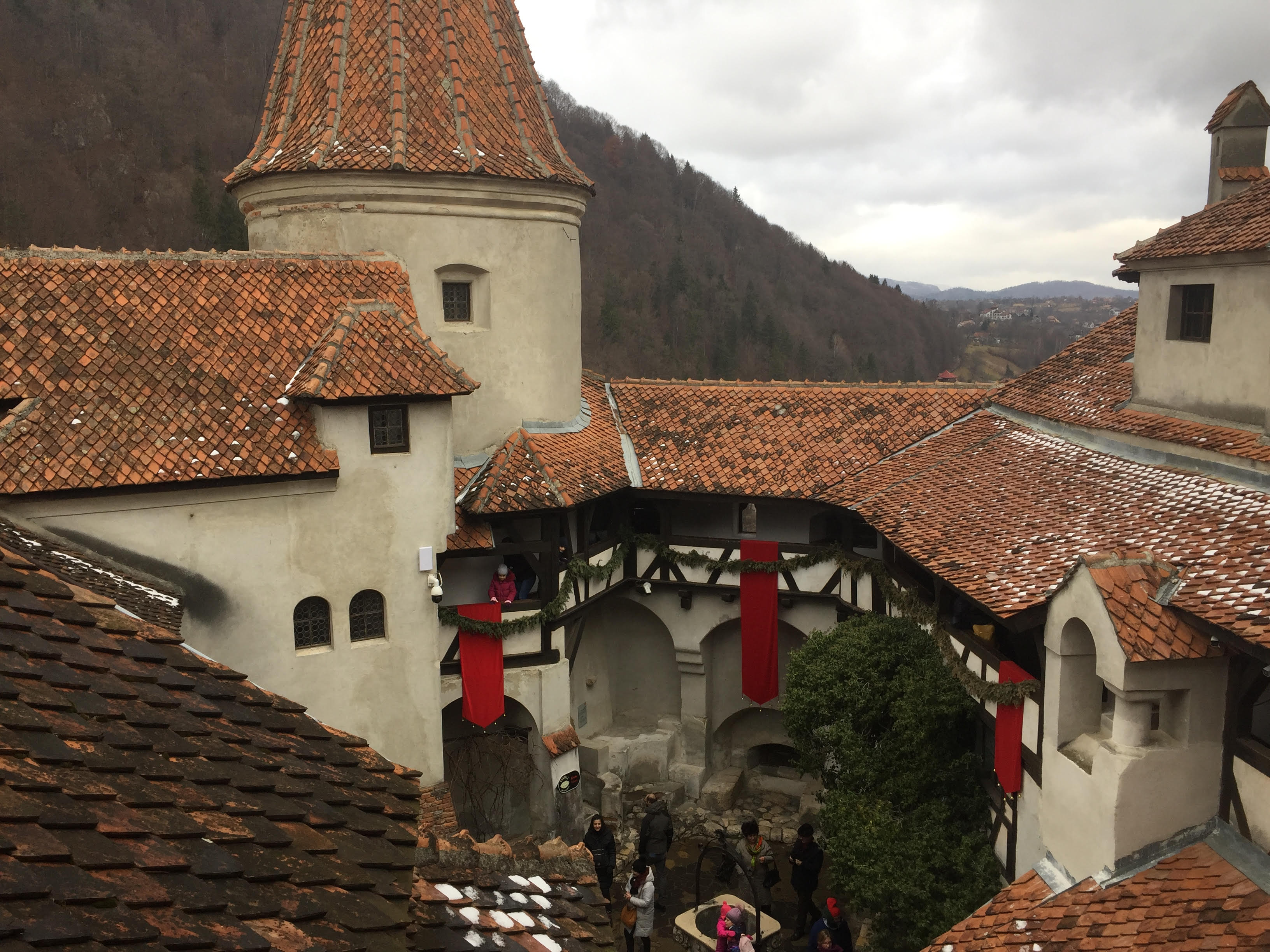
Château de Bran - Roumanie - 2019

Le roman de Bram Stoker et la filmographie des années 1920 et 1930 étaient très peu connus en Roumanie, et durant les cinquante années de 1939 à 1989 : la censure d'abord nationaliste, puis communiste ont empêché la diffusion des Dracula occidentaux en Roumanie, où le personnage de Vlad Țepeș, érigé en héros patriotique, était intouchable,,.
Après 1989, et le retour à une liberté d'expression et de diffusion des œuvres, de nombreux Roumains découvrent le personnage de Bram Stoker. Aussi Dracula, associé ou non à Vlad Țepeș et à différents lieux (notamment en Transylvanie), est-il devenu un « objectif touristique majeur ». Auberges, châteaux divers (dont celui des Habsbourg à Bran, près de Brașov), ruines, cols, villes (Curtea de Argeș, Târgoviște, Sighișoara et Bucarest) se disputent sa naissance et ses séjours. Toutes sortes d'objets l'évoquent : il est vendu en peluches à l'aéroport international de Bucarest.
Hors de Roumanie, des films tels La Dette de John Madden, mettent en scène une Europe de l'Est sombre et « vampirique », où l'on peut reconnaître l'ambiance auparavant déjà développée dans les productions cinématographiques inspirées par le roman de Bram Stoker,.
Enfin, la carte Eurovoyageur pour scolaires de l'Union européenne, où chaque pays est illustré de quelques éléments jugés emblématiques, affiche en Roumanie un ours, un petit Dracula et un flamant rose (oiseau introuvable dans ce pays, peut-être par confusion avec le pélican).

## Adaptations

### Au cinéma

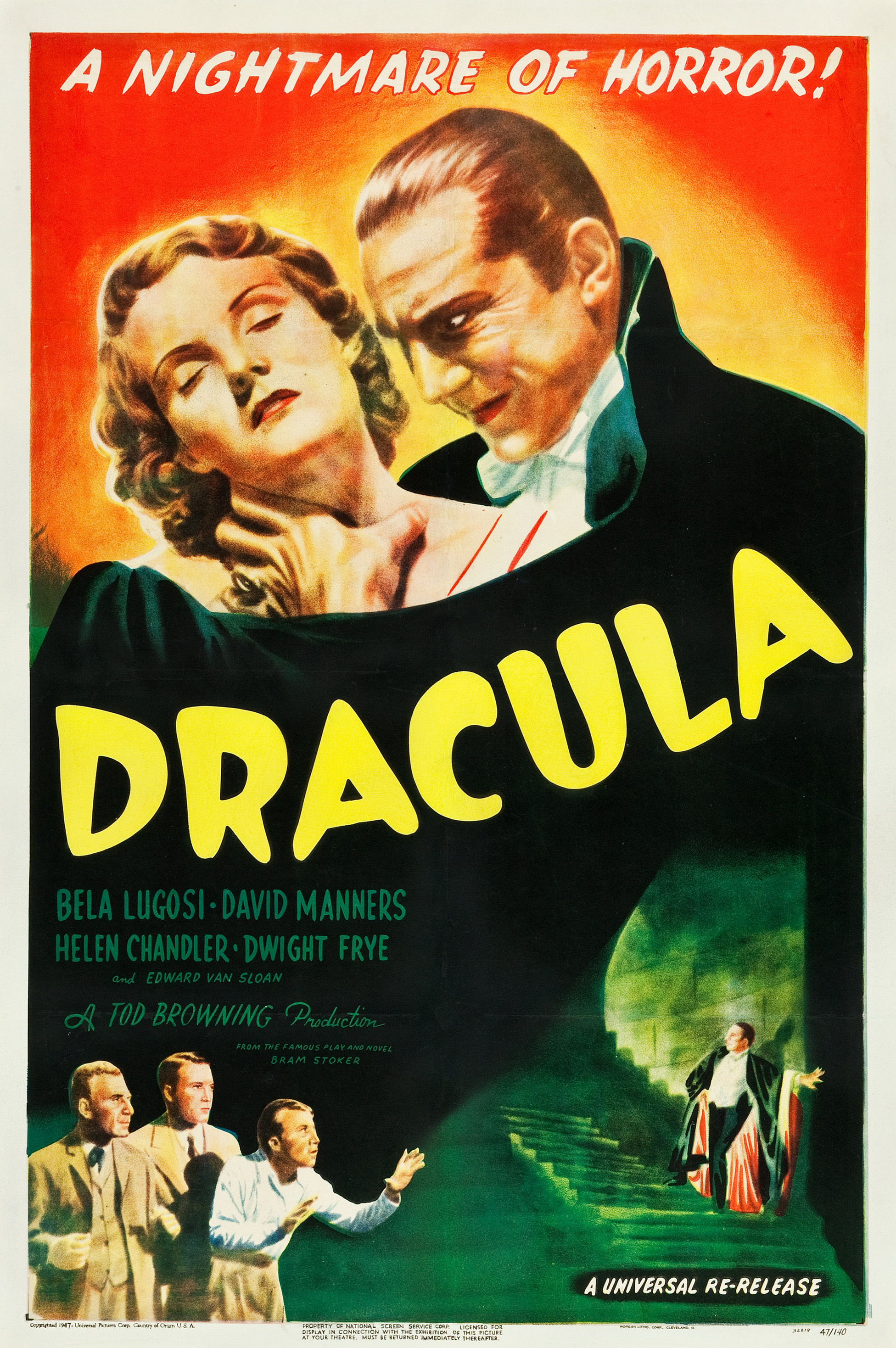
Affiche du film Dracula réalisé par Tod Browning en 1931.

Si certains films adaptent l'œuvre de Stoker plus ou moins fidèlement ainsi que l'adaptation théâtrale d'Hamilton Deane (c'est le cas du film de Tod Browning), d'autres modifient l'intrigue et les caractéristiques des personnages, y compris leurs noms. Il existe environ 200 films dans lesquels Dracula tient le rôle principal, ce qui en fait une des figures cinématographiques les plus populaires. Les adaptations du roman sont :
La première adaptation du livre de Bram Stoker (et le premier film traitant du thème du vampire) s'intitule Drakula halála de Károly Lajthay en 1921 (1923 est parfois avancé, mais il semble que ce soit une ressortie) par Karoly Lajthay, avec Margit Lux et Paul Askonas. Deux années avant le film de Murnau, ce film hongrois, réalisé sans l'autorisation de la veuve de Bram Stoker, a été tout d'abord considéré comme étant la première adaptation cinématographique du roman. Des découvertes plus récentes semblent indiquer que ce n'est pas le cas. Ce film est aujourd'hui considéré comme perdu.
Nosferatu le vampire (Nosferatu, eine Symphonie des Grauens) réalisé par Friedrich Murnau en 1922 est la deuxième adaptation — officieuse — du roman de Stoker. Murnau chercha à éviter de payer les droits d'auteur et à cette fin changea le nom de tous les personnages ainsi que la localisation de l'intrigue. Ceci n'empêcha pas l'héritière, Florence Stoker, de l'attaquer en justice et d'obtenir la destruction des négatifs originaux ainsi que la plupart des copies, ce qui ne fut pas fait. Ce premier Nosferatu a fait l'objet d'un remake spécifique : Nosferatu, fantôme de la nuit de Werner Herzog en 1979 avec Klaus Kinski, Isabelle Adjani et Bruno Ganz. 
Dracula est un film de 1931 réalisé par Tod Browning, avec Bela Lugosi qui interprète pour la première fois Dracula au cinéma. Le scénario du film de Browning n'est pas une adaptation directe du roman de Stoker, mais de la pièce d'Hamilton, dans laquelle Lugosi (Dracula) et Edward Van Sloan (Van Helsing) jouaient déjà. Gregory A. Waller souligne cependant que dans l'adaptation cinématographique ont été ajoutées des scènes de Stoker qui avaient été omises par Deane pour des raisons pratiques essentiellement ; le voyage en mer, par exemple. L'auteur souligne également une duotomie, introduite dans le film, entre Reinfield et Dracula, le premier ne parvenant pas à s'intégrer à la société transylvanienne tandis que le second fait montre d'une sociabilité absente. Une version en langue espagnole fut réalisée par George Melford et Enrique Tovar Avalos avec Carlos Villarias et Lupita Tovar.
En 1958, la société britannique Hammer Film produit Le Cauchemar de Dracula, long-métrage réalisé par Terence Fisher avec Christopher Lee dans le rôle-titre, l'un des acteurs les plus emblématiques du personnage. Le film présente une version plus gothique de l'œuvre. Hammer Film produit ensuite une dizaine de films autour du comte vampire, fréquemment interprété par Christopher Lee. Par ailleurs, le téléfilm américain Dracula et ses femmes vampires (1974), scénarisé par l'écrivain Richard Matheson et réalisé par Dan Curtis avec Jack Palance dans le rôle-titre, met en avant pour la première fois l'idée du vampire confronté à la réincarnation de son amour perdu, qui sera exploité plus tard dans l'adaptation de Francis Ford Coppola.
Réalisé en 1979 par John Badham avec Frank Langella et Laurence Olivier, le film Dracula prend comme point de départ le voyage de Dracula vers les côtes anglaises à bord du Demeter, épisode qui se situe initialement au centre de l'intrigue. Alors qu'elle se promène sur la plage, Mina, qui est ici la fille de Van Helsing, découvre le corps inconscient du comte, unique survivant du naufrage du bateau. Dracula sera ensuite introduit auprès des personnes de son entourage : le Dr Seward, ami de son père, Lucy Seward et son fiancé, Jonathan Harker. Mina, puis Lucy, succomberont rapidement aux charmes du comte. Le Dracula qui est ici mis en scène est très sensuel et distingué ; il fait par ailleurs preuve d'une certaine humanité puisqu'il lui est possible de tomber amoureux. L'action est déplacée dans les années 1910, ce qui accentue encore le décalage entre une Angleterre résolument moderne et les valeurs passéistes que porte le comte.
En 1992, sort le film de Francis Ford Coppola, sur un scénario de James V. Hart : Dracula (Bram Stoker's Dracula) avec dans le rôle-titre Gary Oldman, accompagné de Winona Ryder, Keanu Reeves et Anthony Hopkins. Ce film, qui est sans doute celui qui suit le plus près l'œuvre de Stoker, prend, toutefois, de nombreuses libertés. Dracula Untold, réalisé en 2014 par Gary Shore avec dans le rôle principal Luke Evans retrace l'histoire du prince Vlad III et de son épouse Mirena, juste avant qu'il ne devienne Vampire. Le scénario de Matt Sazama et Burk Sharpless souligne la dualité entre le bien et le mal, un héros qui devient démon pour sauver les siens.

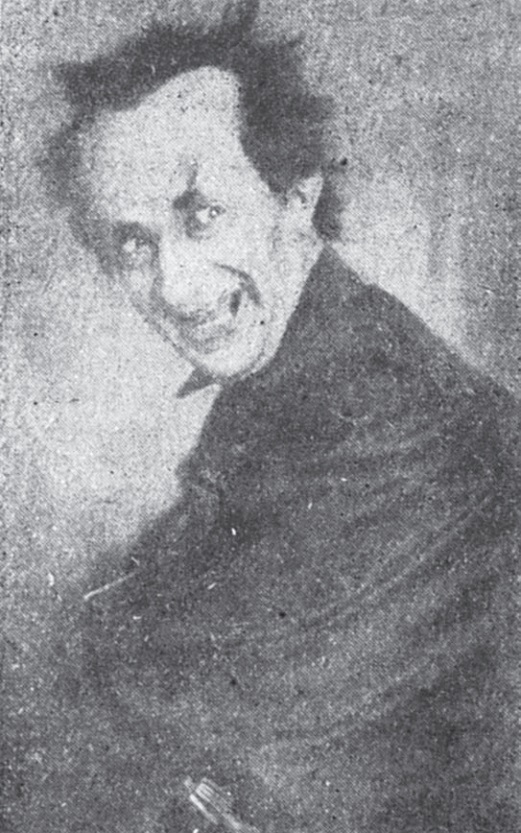
Paul Askonas tient le rôle de Drakula dans Drakula halála réalisé par Károly Lajthay (1921).
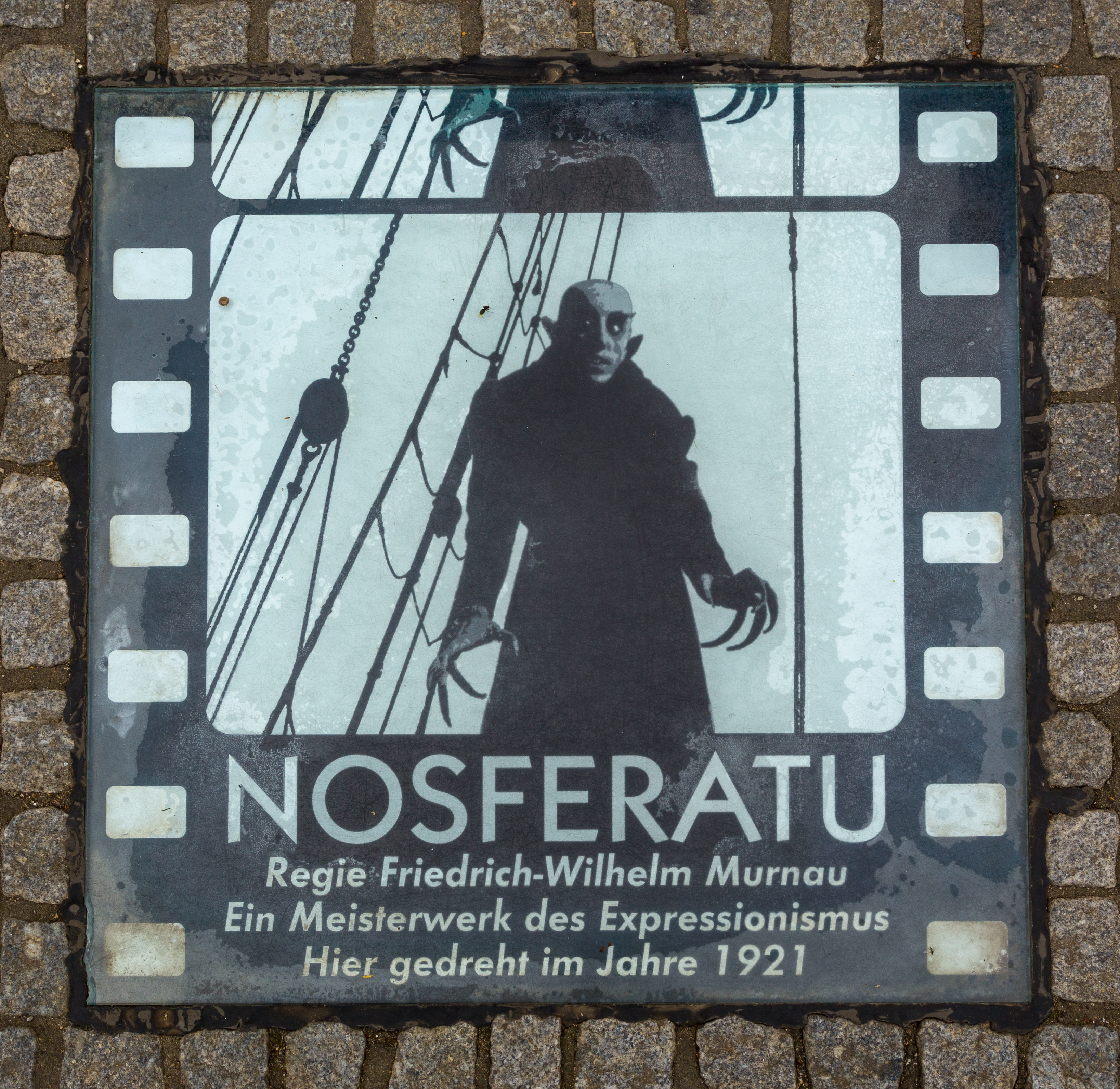
Max Schreck incarne le comte Orlock dans Nosferatu le vampire réalisé par Friedrich Murnau (1922).
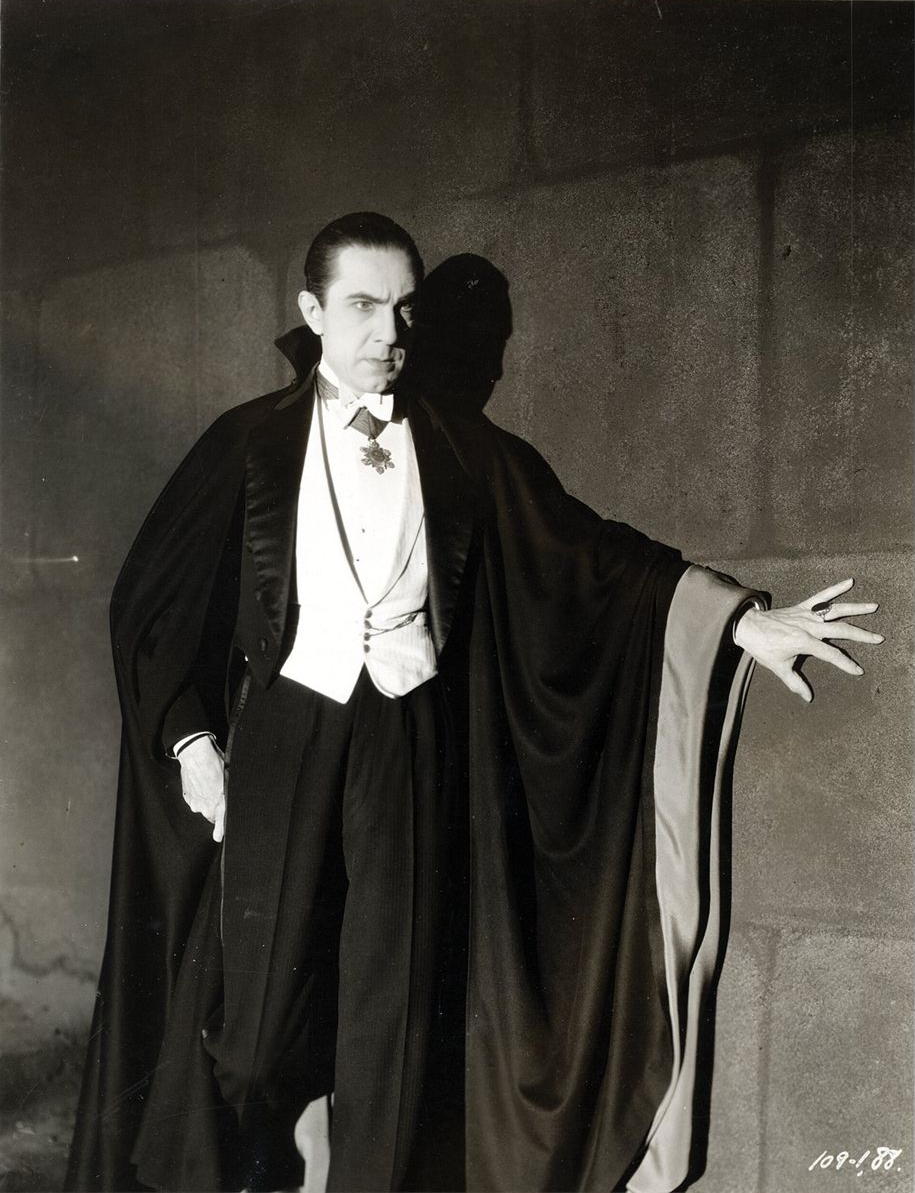
Bela Lugosi jouant Dracula en 1931 : son habillement évoque la mise des aristocrates austro-hongrois du XIXe siècle.
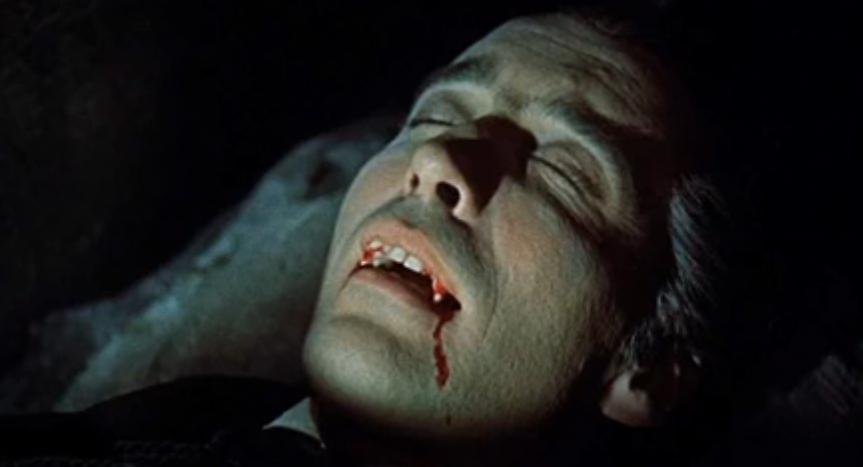
Christopher Lee dans Le Cauchemar de Dracula réalisé par Terence Fisher (1958).
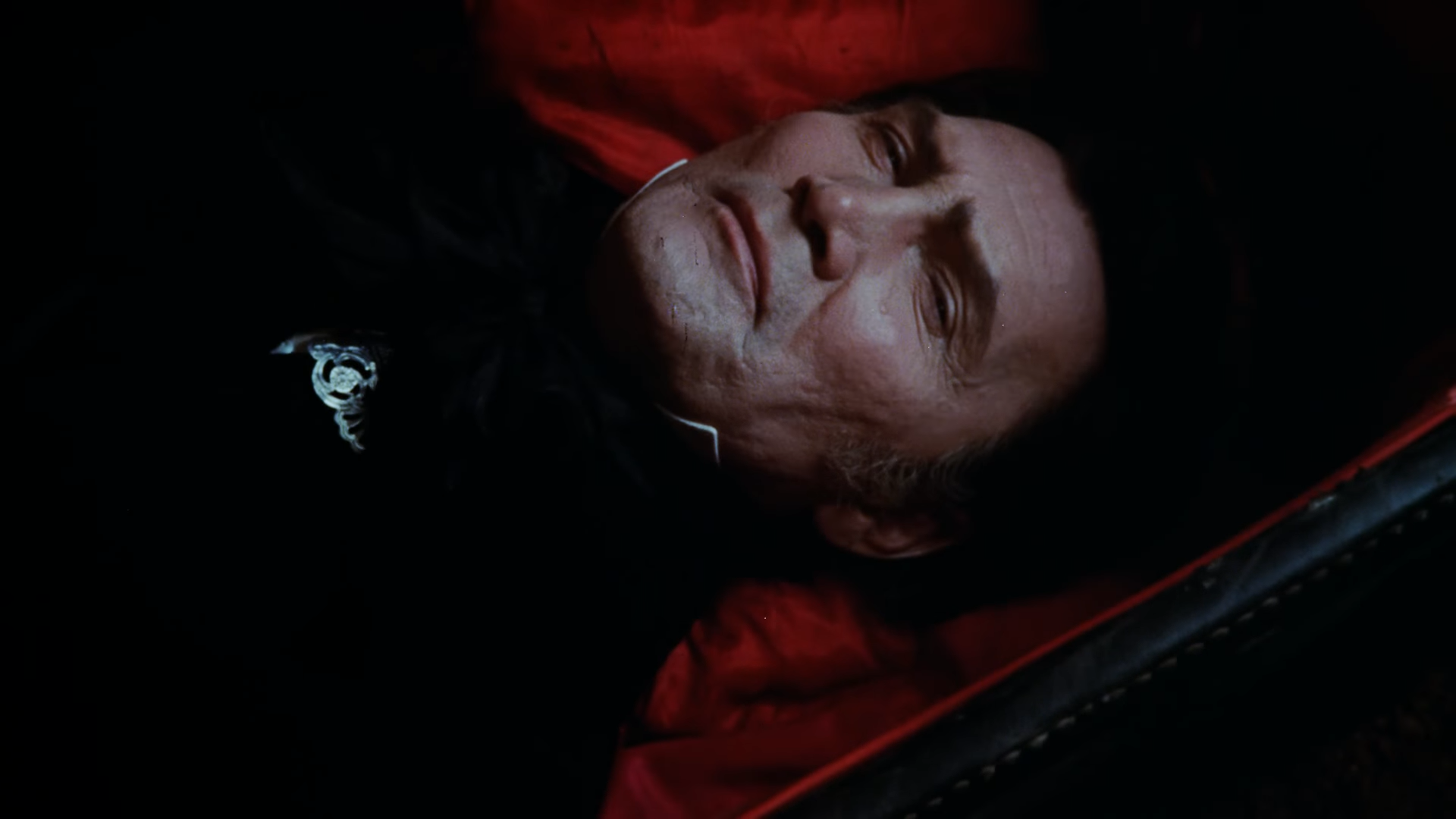
Jack Palance dans Dracula et ses femmes vampires (1974), téléfilm réalisé par Dan Curtis sur un scénario de Richard Matheson.
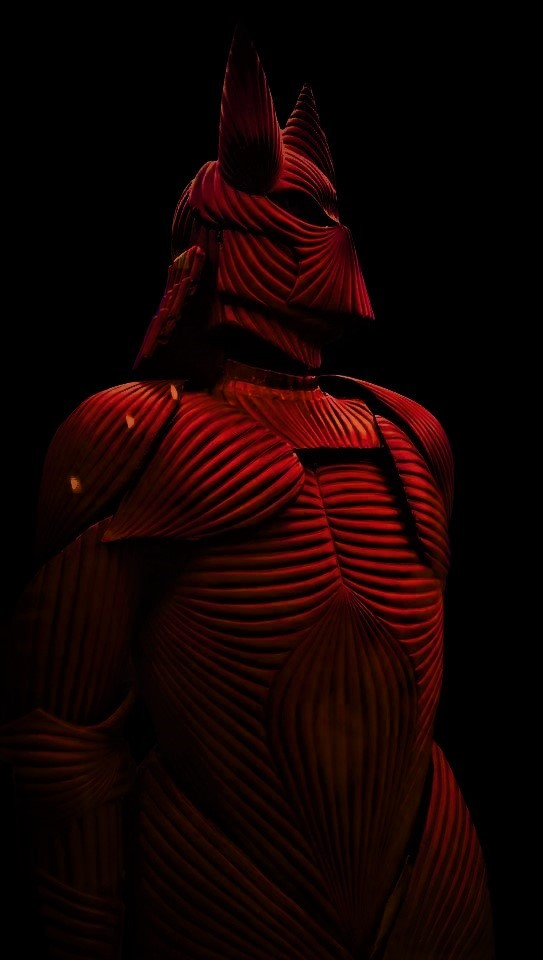
Armure du prince Dracula (Gary Oldman) dans le film Dracula réalisé par Coppola (1992).

### Au théâtre

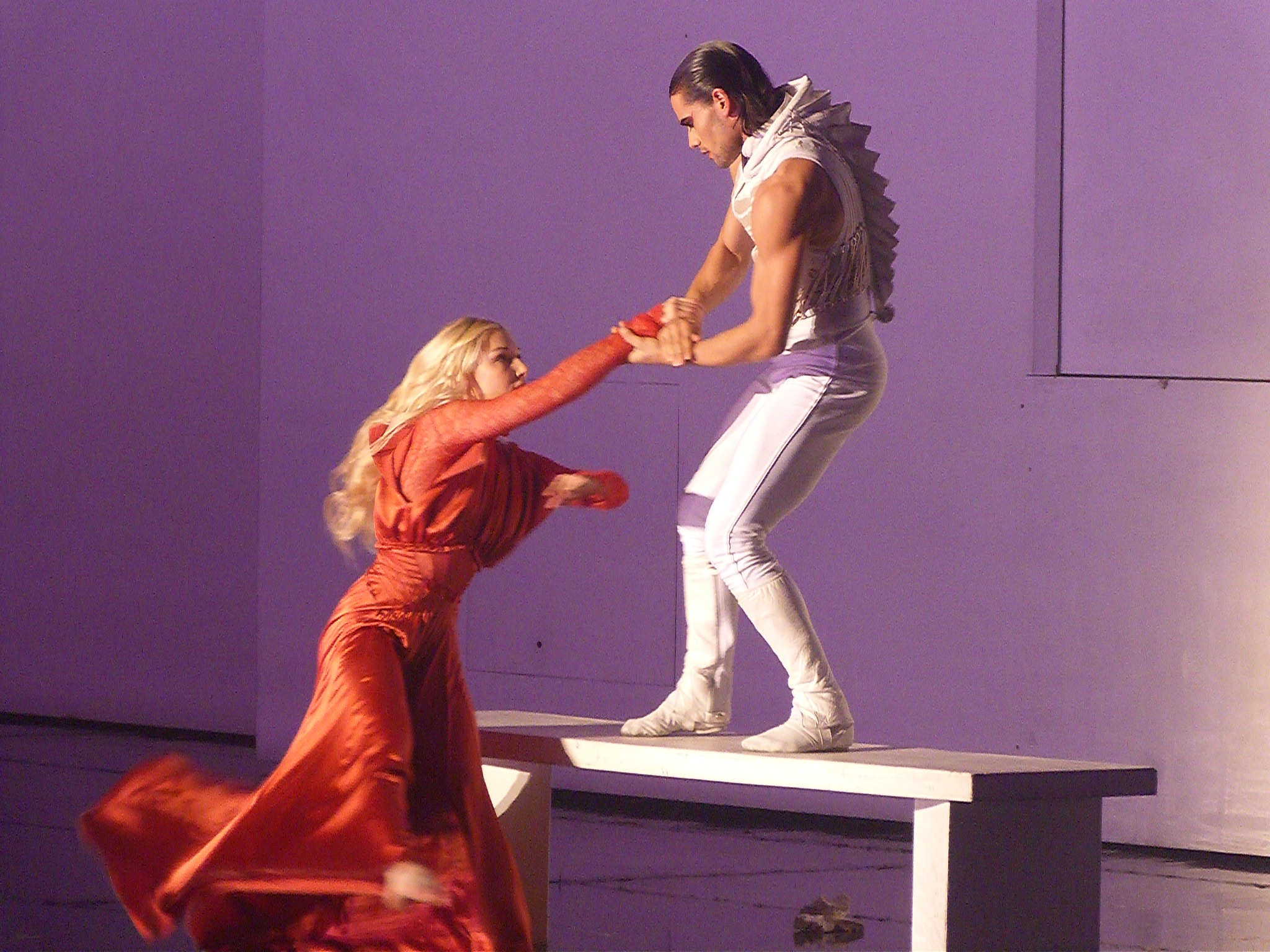
Mina et Dracula (Nathalie Fauquette et Golan Yosef) dans Dracula, l'amour plus fort que la mort.

On a peu vu le roman porté à la scène. On peut toutefois noter Dracula, adaptation de Denis Leddet et Christian Lutz, scénographie de Patrick de Longrée, qui a été représentée en 2007 dans le cadre des ruines de l'abbaye de Villers-la-Ville, à l'occasion de l'été théâtral de Villers-la-Ville.
L'intrigue est davantage exploitée sur la scène musicale. On compte notamment une adaptation signée Don Black, Christopher Hampton et Frank Wildhorn, sobrement intitulée Dracula the Musical, qui a été jouée aux Etats-Unis entre 2001 et 2004 avant d'être montée en Europe et en Asie. Au Québec, la comédie musicale Dracula entre l'amour et la mort, avec dans le rôle-titre le chanteur canadien Bruno Pelletier, s'est jouée courant 2006 à Montréal. Du côté de la France, une comédie musicale intitulée Dracula l'amour plus fort que la mort, a été réalisée par Kamel Ouali durant la saison 2011-2012.

### À la radio
En 2014, le roman de Bram Stoker a été adapté par Stéphane Michaka sous la forme d'un concert fiction avec l'Orchestre national de France, sur une partition originale de Didier Benetti.

### En bande dessinée
Le roman fait l'objet, au fil des années, de nombreuses adaptations ou évocations en bande dessinée, qu'il s'agisse d'adapter directement le roman de Stoker ou — le plus souvent — de faire simplement apparaître le personnage du comte Dracula. Le vampire devient entre autres un personnage récurrent de Marvel Comics : entre 1972 et 1979, il est le personnage principal de la série Tomb of Dracula qui se présente comme une suite du roman de Stoker puisque Dracula y affronte une équipe de chasseurs de vampires dirigée par Quincy Harker, le fils de Jonathan et Mina Harker. En 1987, l'Italien Guido Crepax signe avec l'album Comte Dracula une adaptation fidèle du roman d'origine.
En 2013, dans le numéro 177 de Super Picsou Géant, est publiée en France une parodie de l'adaptation cinématographique de F. Ford Coppola, scénarisée par Bruno Enna et dessinée par Fabio Celoni (pour laquelle il a gagné le prix Micheluzzi de la meilleure série au dessin non réaliste) : Dracula de Bram Topker. Dracula y transforme ses victimes en légumes (pour aspirer leur substance vitale) en leur susurrant à l'oreille des recettes de cuisine à base de jus de betterave. Chaque personnage du film ou du roman y est incarné par un héros de l'univers Disney : Mickey devient Jonathan Ratker, Minnie Minnina, Clarabelle Clara Lucilla, Dingo Van Helsing, etc. 
En 2019, Georges Bess publie son adaptation du roman de Stoker chez Glénat, Bram Stoker's Dracula sélectionné pour le prix de la BD Fnac France Inter 2020 et au festival international de la bande dessinée d'Angoulême en 2020, c'est une adaptation fidèle du roman original avec un dessin réaliste et « gothique » qui restitue l'univers à la fois victorien et funeste du roman.
Dès 2021 débute le manga #DRCL Midnight Children, écrit et illustré par Shin'ichi Sakamoto ; il s'agit d'une réinterprétation de l'œuvre de Stoker, centrée sur Mina Murray.

### Adaptation en série
La plateforme Netflix, en collaboration avec la BBC, a créé une adaptation du roman en série éponyme sortie en janvier 2020. Elle est réalisée par Steven Moffat et Mark Gatiss. Dracula est incarné par l'acteur Claes Bang. On peut noter certaines différences notables avec le roman comme le changement de genre d'Abraham Van Helsing en Agatha Van Helsing.
La série est constituée de trois épisodes. Alors que les deux premiers restent plutôt fidèles à l'œuvre originale, malgré quelques changements, le dernier épisode transporte le comte au XXIe siècle, et s'éloigne alors du roman.

## Éditions

### Documents préparatoires à la rédaction du roman
- (en) Robert Eighteen-Bisang ( éd.) et Elizabeth Miller ( éd.), Bram Stoker's Notes for Dracula : a facsimile edition, Jefferson (Caroline du Nord), McFarland, 2008, 342 p. (ISBN 978-0-7864-3410-7, présentation en ligne).

### Versions annotées du roman en langue anglaise
- (en) Bram Stoker, The essential Dracula, version annotée par Leonard Wolf, New York, Plume, 1993.
- (en) Bram Stoker, Dracula : authoritative text, contexts, reviews and reactions, dramatic and film variations, criticism, version annotée par Nina Auerbach et David J. Skal, New York, W. W. Norton, coll. « Norton Critical Editions », 1997.
- (en) Bram Stoker, Dracula Unearthed : version annotée par Clive Leatherdale, Westcliff-on-Sea, Desert Island Books, coll. « Desert Island Dracula Library », 2006, 2e éd. (1re éd. 1998), 426 p. (ISBN 1-905328-14-1, présentation en ligne)

### Traductions françaises intégrales

#### Présentation

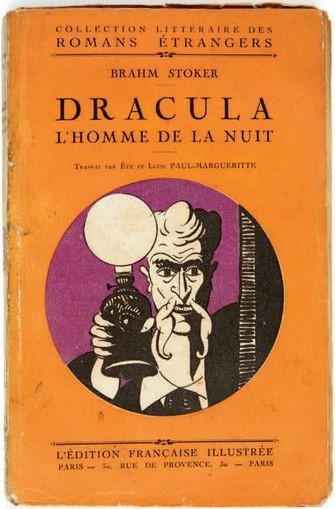
Illustration de couverture de Pierre Falké pour L'Édition française illustrée, Paris, 1920.

Le roman a été traduit en français à de nombreuses reprises,.
Écrit en 1897, il fallut cependant attendre l'année 1920 pour voir paraître la première traduction française, passablement incomplète, de Lucie Paul-Margueritte et Ève Paul-Margueritte, rééditée en 1924 et 1932, 1946, puis dans la revue Midi Minuit Fantastique en janvier 1963.
Entre 1946 et 1963, tout comme pour le roman Frankenstein ou le Prométhée moderne de Mary Shelley, il ne semble pas y avoir de nouvelles rééditions françaises, y compris pendant les cinq années qui suivirent le succès des films de la Hammer portant sur ces deux personnages mythiques, sortis en 1957 et 1958.
Il faut attendre l'année 1963, pour que paraisse la première traduction complète en français de Dracula, par Lucienne Molitor, publiée chez Marabout et rééditée de nombreuses fois par la suite.
Si l'on excepte les trois traductions parues dans les années 1970, de Jean Arbuleau (éditions Crémille/Famot), Michael Gayn (éditions Walter Beckers), et Robert Zakovitch (Cercle européen du livre), jamais rééditées, seules se distinguent ensuite celle de Jacques Finné, parue en 1979, et celle de Jacques Sirgent, publiée en 2010.
On peut aussi noter l'existence d'une adaptation en alexandrins du roman de Bram Stoker par Colin Marais en 2014.
En 2019, le roman bénéficie d'une nouvelle traduction dans le cadre de l'anthologie Dracula et autres écrits vampiriques. À cette occasion, il est augmenté d'une notice détaillée, et suivi de L'invité de Dracula. Les notices, notes de bas de page et nouvelle traduction sont signées par Alain Morvan. Cette anthologie marque l'entrée de Dracula (mais aussi du Carmilla de Le Fanu et du Vampire de Polidori) au sein de la Bibliothèque de la Pléiade (numéro 638).

#### Chronologie
- 1920, traduction de Lucie et Ève Paul-Margueritte[36]
  - 1920, L’Édition française illustrée, coll. « Romans étrangers », 270 p. (BNF 31409902)
  - 1924, Éditions G. Crès, « Collection littéraire des romans étrangers », 264 p.
  - 1932, Éditions Jules Tallandier, coll. « Cinéma Bibliothèque », avec des photos du film de Tod Browning, 96 p.
  - 1946, Éditions des Quatre-vents, coll. « Les Maîtres du fantastique », 343 p.
  - 1963, Midi Minuit Fantastique no 4-5, Paris, Le Terrain Vague, 172 p.
- 1963, traduction de Lucienne Molitor
  - 1963, Marabout no 182, 570 p. (rééd. 1971, 1976, 1980, 1984, 1987, 1989), rééd. 1993 : Marabout no 9000, rééd. 2009 : coll. « Marabout Fantastic »
  - 1967, Éditions Baudelaire, coll. « Livre Club des Champs-Élysées », 600 p.
  - 1968, Edito Service, Cercle du Bibliophile, coll. « Chefs-d'Œuvre du roman fantastique », illustrations de Christian Broutin, 525 p.
  - 1968, Opta, coll. « Aventures fantastiques » no 2, illustrations de Philippe Druillet, édition limitée et numérotée (3 700 ex.), 413 p.
  - 1988, Bibliothèque verte Plus, no 1006, 535 p., dossier établi par Jean-Claude Lullien  (ISBN 9782010134524)
  - 1989, Anthologie Les Evadés des Ténèbres, Robert Laffont, coll. « Bouquins », 1137 p.  (ISBN 978-2221055793), rééd. 2001, rééd. 2010  (ISBN 978-2221115282)
  - 1992, France Loisirs, 546 p.  (ISBN 2-7242-7042-8)
  - 1992, J'ai lu no 3402, 505 p, rééd. 1994 et 1998, illustration de couverture de Frank Frazetta, rééd. 2005, 2009, 2011
  - 1997, Actes Sud, coll. « Babel, Les Fantastiques », no 268, couverture de John White Alexander, 520 p.  (ISBN 978-2742712687), rééd. 2001, 602 p.  (ISBN 978-2742736423)
- 1971, traduction de Jean Arbuleau
  - 1971, Éditions de Crémille, coll. « Les Chefs-d'Œuvre du mystère et du fantastique », illustrations intérieures de Claude Selva, 338 p.
  - 1974, Éditions Famot, coll. « Les Chefs-d'Œuvre du mystère et du fantastique », illustrations intérieures de Claude Selva, 344 p.
  - 1978, Éditions Ferni, 334 p.
- 1974, traduction de Michael Gayn
  - 1974, Éditions Walter Beckers, coll. « Ciné-Club »
  - 1974, Éditions Walter Beckers, « Collection du XXe siècle »
  - 1975, Éditions Walter Beckers, coll. « Le Livre Rendez-Vous »
- 1975, traduction de Robert Zakovitch
  - 1975, Cercle européen du livre, coll. « Les Chefs-d'Œuvre de la science-fiction et du fantastique », suivi de la nouvelle La Squaw (traduction d'Elizabeth Charbonnel), préface d'Henri Langlois, dessins originaux de Nicolas Christensen, 455 p.
- 1979, traduction de Jacques Finné
  - 1979, Librairie des Champs-Élysées, « coll », no 17, 504 p., couverture de Tibor Csernus  (ISBN 2-7024-0900-8)
  - 1992, Pocket, no 4669, 575 p.  (ISBN 978-2266053662), rééd. 1997  (ISBN 2-266-05366-3) (BNF 35544517), rééd. 2002  (ISBN 2266121146) (OCLC 718405981), rééd. 2011  (ISBN 978-2266219549), réed. 2013  (ISBN 978-2266243247)
  - 1997, Omnibus, anthologie Vampires : Dracula et les siens, 1266 p.  (ISBN 2-258-04782-X)
  - 2004, Omnibus, Bram Stoker : Œuvres, 1338 p.  (ISBN 978-2258064027), rééd. 2010  (ISBN 978-2258083240)
  - 2009, Livre de poche, « Collection Fantastique », 604 p.  (ISBN 978-2253023388)
- 2010, traduction de Jacques Sirgent
  - 2010, Éditions du Camion blanc, coll. « Camion noir », 752 p.  (ISBN 978-2-35779-055-1)
  - 2012, J'ai Lu no 10070, 680 p. (ISBN 978-2-290-05740-7)
- 2014, adaptation en alexandrins par Colin Marais
  - 2014, Édilivre  (ISBN 978-2-332-81187-5)
- 2019, traduction d'Alain Morvan
  - 2019, Dracula et autres écrits vampiriques, Paris, Gallimard, coll. « Bibliothèque de la Pléiade »  (ISBN 9782072743283) Ce volume contient aussi : Samuel Taylor Coleridge : Christabel  ; John William Polidori : Le Vampire ; Lord Byron : Fragment ; Joseph Sheridan Le Fanu : Carmilla ; Bram Stoker : L'Invité de Dracula ; Florence Marryat : Le Sang du vampire ; Robert Southey : Thalaba le destructeur (extrait) ; Lord Byron : Giaour (extrait).

### Traductions françaises abrégées
Les versions abrégées du texte de Bram Stoker sont plus particulièrement destinées au jeune public.
- 1998, Sélection du Reader's Digest, coll. « La Bibliothèque des classiques », traduction de Michèle Jouve, 64 p.  (ISBN 978-2709809733)
- 2004, GF Flammarion, coll. « Étonnants Classiques » no 188, traduction de Jacques Finné (extraits), 248 p.  (ISBN 978-2080721884), rééd. 2006, 222 p.  (ISBN 978-2080723062), rééd. 2012, 222 p.  (ISBN 978-2081285859)
- 2011, Hachette BiblioCollège no 81, traduction de Jacques Finné, annoté par Isabelle de Lisle, 224 p.  (ISBN 978-2012814578)
- 2011, Hachette Black Moon, traduction de Josette Chicheportiche, 380 p.  (ISBN 978-2012026872), rééd. 2012 au Livre de Poche Jeunesse, 384 p.  (ISBN 978-2013200691)
- 2012, Flammarion Castor Poche, traduction de Michel Honaker, 256 p.  (ISBN 978-2081278226)

#### Ouvrages
- Florin Andreescu, La Roumanie, Vlad Țepeș et Dracula, Bucarest, Ad Libri, 1998.
- Denis Buican, Les Métamorphoses de Dracula. L'histoire et la légende, Paris, Le Félin, 1993.
- Neagu Djuvara, De Vlad Țepeș à Dracula le vampire, Bucarest, Humanitas, 1963.
- Claude Fierobe (éd.), Dracula : mythe et métamorphoses, Villeneuve-d'Ascq, Presses universitaires du Septentrion, coll. « Irlande », 2005, 224 p. (ISBN 2-85939-931-3, présentation en ligne).
- Claude Fierobe (préf. Paul Brennan), De Melmoth à Dracula : la littérature fantastique irlandaise au XIXe siècle, Rennes, Terre de brume, coll. « Terres fantastiques », 2000, 221 p. (ISBN 2-84362-092-9, présentation en ligne).
- (en) Radu Florescu, The Life and Times of the Historical Dracula, Boston College, 1988.
- (en) Ken Gelder, Reading the Vampire, Routledge, coll. « Popular Fictions Series », 1994.
- (en) David Glover, Vampires, Mummies, and Liberals : Bram Stoker and the Politics of Popular Fiction, Durham (Caroline du Nord) / Londres, Duke University Press, 1996, X-212 p. (ISBN 0-8223-1798-2, présentation en ligne).
- Charles Grivel (dir.), Dracula : de la mort à la vie, Paris, Éditions de l'Herne, coll. « Cahiers de l'Herne » (no 68), 1997, 251 p. (ISBN 2-85197-078-X, présentation en ligne)
- (en) Stephan Karschay, Degeneration, Normativity and the Gothic at the Fin de Siècle, Palgrave Macmillan, coll. « Palgrave Studies in Nineteenth-Century Writing and Culture », 2015, IX-304 p. (ISBN 978-1-137-45032-6 et 978-1-349-49699-0).
- Clive Leatherdale (trad. de l'anglais), Dracula : du mythe au réel [« Dracula : The Novel and The Legend. A Study of Bram Stoker's Gothic Masterpiece »], Paris, Dervy, coll. « Bibliothèque de l'hermétisme », 2006, 270 p. (ISBN 2-85076-801-4).
- (en) Clive Leatherdale, The Origins of Dracula : the background to Bram Stoker's gothic masterpiece, Westcliff-on-Sea, Desert Island Books Limited, 1998, 2e éd. (1re éd. 1987, William Kimber & Co Limited), 240 p. (ISBN 1-874287-07-4, présentation en ligne).
- (en) Raymond McNally et Radu Florescu, In Search of Dracula : The History of Dracula and Vampires, Houghton Mifflin, 1994, 297 p. (ISBN 0-395-65783-0, lire en ligne), p. 117. Traduction française : Raymond T. McNally et Florescu (trad. Paule et Raymond Olcina), À la recherche de Dracula : l'histoire, la légende, le mythe [« In search of Dracula »], Paris, Robert Laffont, coll. « Les Ombres de l'histoire », 1973, 267 p.
- Jean Marigny, Le vampire dans la littérature du XXe siècle, Paris, Honoré Champion, coll. « Bibliothèque de littérature générale et comparée » (no 38), 2003, 383 p. (ISBN 2-7453-0818-1, présentation en ligne).
- Jean Marigny (dir.), Dracula, Paris, Autrement, coll. « Figures mythiques », 1997, 165 p. (ISBN 2-86260-699-5).
- (en) Elizabeth Miller, Reflections on Dracula : Ten Essays, White Rock (Colombie-Britannique), Transylvania Press, 1997, II-226 p. (ISBN 1-55135-004-1, présentation en ligne).
- (en) Elizabeth Miller, Dracula : Sense and Nonsense, Westcliff-on-Sea, Desert Island Books Limited, janvier 2006 (1re éd. 2000), 208 p. (ISBN 1-905328-15-X, présentation en ligne).
- (en) Elizabeth Miller (dir.), Dracula : The Shade and the Shadow, Westcliff-on-Sea, Desert Island Books Limited, 1998, 240 p. (ISBN 1-874287-10-4, présentation en ligne).
- (en) Mu-Chou Poo, Ghost, Vampire, and Scientific Naturalism : Observation and Evidence in the Supernatural Fiction of Grant Allen, Bram Stoker and Arthur Conan Doyle, Brill, 2009.
- Alain Pozzuoli, Dracula (1897-1997) : guide du centenaire, Paris, Hermé, 1998.
- André-François Ruaud, Isabelle Ballester et Hervé Jubert, Les nombreuses vies de Dracula, Lyon, Les Moutons électriques, coll. « Bibliothèque rouge » (no 8), 2008, 254 p. (ISBN 978-2-915793-54-3 et 2915793549, OCLC 468205200).
- (en) Carol A. Senf, Dracula : Between Tradition and Modernism, New York, Twayne Publishers Inc., coll. « Twayne's Masterwork Studies » (no 168), 1998, XV-132 p. (ISBN 0-8057-7844-6, présentation en ligne).
- (en) Carol Davidson (dir.) et Paul Simpson-Housley (dir.), Bram Stoker's Dracula : Sucking Through the Century, 1897-1997, Toronto / Oxford / Buffalo, Durdun Press, 1997, 432 p. (ISBN 1-55002-279-2, présentation en ligne).
- (en) Leslie Shepard, The Dracula Book of Great Vampire Stories, Citadel Press, 1977.
- (en) David Skal, Hollywood Gothic : The Tangled Web of Dracula from Novel to Stage to Screen, New York, Faber & Faber, 2004, 2e éd. (1re éd. 1990, W. W. Noton), 370 p. (ISBN 0-571-21158-5).
- Emil Stoian, Vlad Țepeș. Mythes et réalités historiques, Bucarest, Albatros 2001.
- (en) James B. Twitchell, Living Dead : Study of the Vampire in Romantic Literature, Durham (Caroline du Nord), Duke University Press, 1981, X-219 p. (ISBN 0-8223-0438-4, DOI 10.1215/9780822398479, présentation en ligne).
- (en) Joseph Valente, Dracula's crypt : Bram Stoker, Irishness, and the Question of Blood, Urbana and Chicago, University of Illinois Press, 2002, présentation en ligne.
- (en) Tim Youngs, Beastly Journeys : Travel and Transformation at the fin de siècle, Liverpool, Liverpool University Press, coll. « Liverpool Science Fiction Texts and Studies » (no 63), 2013, X-225 p. (ISBN 978-1-84631-958-7, présentation en ligne, lire en ligne), chap. 2 (« The Bat and the Beetle »), p. 74-106.

#### Articles, communications, contributions à des ouvrages collectifs
- (en) Kristina Aikens, « Battling Addictions in Dracula », Gothic Studies, Manchester, Manchester University Press, vol. 11, no 2 « The Gothic and Addiction »,‎ novembre 2009, p. 41–51 (ISSN 1362-7937, DOI 10.7227/GS.11.2.6)
- Paul Aron, « Les sources belges de Dracula », Le Carnet et les instants, 2013, no 178, p. 14-21
- (en) Marius-Mircea Crisan et Carol Senf, « Bram Stoker's Dracula : The Transformation of Tradition », dans Clive Bloom (dir.), The Palgrave Handbook of Steam Age Gothic, Basingstoke, Palgrave Macmillan, 2021, XIV-867 p. (ISBN 978-3-030-40865-7 et 978-3-030-40868-8, DOI 10.1007/978-3-030-40866-4_35), p. 647-667.
- (en) David Del Principe, « (M)eating Dracula : Food and Death in Stoker's Novel », Gothic Studies, vol. 16, no 1 « The EcoGothic in the Long Nineteenth Century »,‎ mai 2014, p. 24–38 (ISSN 1362-7937, DOI 10.7227/GS.16.1.3)
- (en) Eleanor Dobson, « Ruby Lips and Whitby Jet : Draula’s Language of Jewels », Gothic Studies, vol. 20, nos 1-2,‎ novembre 2018, p. 124–139 (ISSN 1362-7937, DOI 10.7227/GS.0039)
- (en) « Film adaptations : a checklist », dans Bram Stoker, Dracula, New York / Londres, Norton and company, 1997, p. 404-407.
- René Gallet, « Dracula, le monstre et les savants : entre Darwin et Bunyan », LISA (Littérature, histoire des Idées, images et Sociétés du monde Anglophone), Rennes, Presses universitaires de Rennes, vol. VII, no 3 « Mélanges en l'honneur de René Gallet »,‎ 2009, p. 503-551 (lire en ligne)
- « Folie, croyance et fantastique dans Dracula », Littérature, Paris, Éditions Larousse, no 8 « Le fantastique »,‎ décembre 1972, p. 72-83 (lire en ligne)
- Ian Geay, « Dracula, l'exclusion sanglante » Analyse le roman de Stoker à travers le thème de l'invasion barbare menaçant les valeurs victoriennes. Consulté le 26 octobre 2007.
- (en) Jordan Kistler, « Rethinking the New Woman in Dracula », Gothic Studies, vol. 20, nos 1-2,‎ novembre 2018, p. 244–256 (ISSN 1362-7937)
- (en) Susan M. Cribb, « « If I had to write with a pen » : Readership and Bram Stoker's Diary Narrative », Journal of the Fantastic in the Arts, International Association for the Fantastic in the Arts, vol. 10, no 2 (38) « A Century of Draculas »,‎ 1999, p. 133-141 (JSTOR 43308379)
- (en) Katie Harse, « High Duty and Savage Delight : The Ambiguous Nature of Violence in Dracula », Journal of the Fantastic in the Arts, International Association for the Fantastic in the Arts, vol. 10, no 2 (38) « A Century of Draculas »,‎ 1999, p. 115-123 (JSTOR 43308377)
- (es) Andres Romero Jodar, « Drácula de Bram Stoker. Un estudio sobre la mente humana y elcomportamiento paranoide », Atlantis. Journal of the Spanish Association of Anglo-American Studies, vol. 31, no 2,‎ décembre 2009, p. 23-39 (lire en ligne).
- Jean Marigny, « Les avatars de Dracula dans la littérature contemporaine », dans Dracula : mythe et métamorphose, Presses universitaires du Septentrion, 2005, p. 139-153.
- (en) Elizabeth Miller, « Back to the Basics : Re-Examining Stoker's Sources for Dracula », Journal of the Fantastic in the Arts, International Association for the Fantastic in the Arts, vol. 10, no 2 (38) « A Century of Draculas »,‎ 1999, p. 187-196 (JSTOR 43308384).
- (en) Nicholas Rance, « « Jonathan's Great Knife » : Dracula Meets Jack the Ripper », Victorian Literature and Culture, Cambridge University Press, vol. 30, no 2,‎ 2002, p. 439-453 (JSTOR 25058599).
- (en) Daniel Renshaw, « Monsters in the Capital : Helen Vaughan, Count Dracula and Demographic Fears in fin-de-siècle London », Gothic Studies, vol. 22, no 2,‎ juillet 2020, p. 148–164 (ISSN 1362-7937, DOI 10.3366/gothic.2020.0046).
- (en) Beth Shane, « « Your Girls That You All Love Are Mine Already » : Criminal Female Sexuality in Bram Stoker's Dracula », Gothic Studies, vol. 18, no 1,‎ mai 2016, p. 16–33 (ISSN 1362-7937, DOI 10.7227/GS.0002).
- (en) James R. Simmons, « « If America Goes on Breeding Men Like That » : Dracula’s Quincey Morris Problematized », Journal of the Fantastic in the Arts, International Association for the Fantastic in the Arts, vol. 12, no 4 (48),‎ 2002, p. 425-436 (JSTOR 43308548).
- (en) Aspasia Stephanou, « Typewriters, Blood and Media in Dracula », dans Clive Bloom (dir.), The Palgrave Handbook of Steam Age Gothic, Basingstoke, Palgrave Macmillan, 2021, XIV-867 p. (ISBN 978-3-030-40865-7 et 978-3-030-40868-8, DOI 10.1007/978-3-030-40866-4_22), p. 395-409.
- Corinne Vuillaume, « Retour sur le mythe de Dracula » in Cédérom pédagogique Sleepy Hollow, CRDP de Nice, 2004.